# Gerhard Schmidhuber
Gerhard Schmidhuber (Dresda, 9 aprile 1894 – Budapest, 11 febbraio 1945) è stato un generale tedesco durante la seconda guerra mondiale decorato con la Croce di Cavaliere della Croce di Ferro con Fronde di Quercia e comandante in capo delle forze d'occupazione tedesche in Ungheria dal 1944 al 1945.

## Biografia
Schmidhuber fu comandante della 13. Panzer-Division nelle ultime fasi della guerra. quando i tedeschi occuparono l'Ungheria nel 1944 fu nominato comandante in capo delle forze armate tedesche nel paese magiaro e in tale veste prevenne la liquidazione del ghetto di Budapest da parte delle bande della Croci Frecciate anche se il suo ruolo in tale situazione viene contestato. Schmidhuber fu ucciso in azione durante la Battaglia di Budapest l'11 febbraio 1945.